# Heide (Holstein)
Heide je grad u njemačkoj pokrajini Schleswig-Holsteinu, u okrugu Dithmarschen, čije je administrativno središte.

## Povijest
Grad Heide prvi se put spominje 1404. kao "Uppe de Heyde". Godine 1447. postao je lječilište. Njemačka riječ Heide znači "vrijes". U to je vrijeme Dithmarschen bio neovisna seljačka republika.
U 19. stoljeću, točnije 1870. godine Heide dobiva status grada.

### Stanovništvo
- 1800.: 3700 stanovnika
- 1875.: 6772 stanovnika
- 1880.: 7485 stanovnika
- 1890.: 7444 stanovnika
- 1925.: 10621 stanovnika
- 1933.: 11801 stanovnika
- 1939.: 12709 stanovnika
- 1950.: 23261 stanovnika
- 1970.: 22950 stanovnika
- 1995.: 20775 stanovnika
- 2000.: 20530 stanovnika
- 2004.: 20503 stanovnika
- 2005.: 20745 stanovnika
- 2006.: 20721 stanovnika

## Politika
Sadašnja raspodjela mjesta u Općinskom vijeću je kako slijedi:
- Kršćansko-demokratska unija (Njemačka): 14 mjesta
- Socijaldemokratska stranka Njemačke: 8 mjesta
- Slobodna demokratska stranka (Njemačka): 4 mjesta
- Die Linke: 3 mjesta
- Nezavisni: 2 mjesta

## Vanjske poveznice
- Službena stranica (njem.)
- Žrtve nacionalsocijalizma u Heideu (njem.)

### Ostali projekti
|  | Zajednički poslužitelj ima još gradiva o temi Heide (Holstein) |